# セントラル・アジア・シェパード・ドッグ
セントラルアジアシェパードドッグ（英:Central Asian shepherd dog）とはタジキスタン、ウズベキスタン、カザフスタン、トルクメニスタン、キルギスの中央アジア地域を原産とする護羊犬種である。
本種との交雑種や亜種のKuchi Dog(Sage Kuchi)を含む犬にトルクメニスタンではアラバイ(トルクメンアラバイ)、カザフスタンではトベット(カザフトベット)と言う愛称がある。
通称は別名のCentral Asian Ovcharkaを略してCAO。

## 歴史
とても古い古代犬種で約6000年前には既にいたほど昔からある犬種である。
チベット原産のチベタン・マスティフを先祖とすると言われており世界最古のマスティフ種の一種である。
専ら羊や山羊などの家畜をオオカミや泥棒から守るガードドッグとして使われていて力の強さと警戒心の固さはトップクラスであると言われていた。
その為、この犬種の訓練や躾が出来る人物は一人前として認められ「男の中の男」とまで言われて讃えられた（注:しかし中には女性の訓練士もいたという記録も残されている）
このように飼育や躾が難しい生粋の作業犬である為、ショードッグとしてはあまり使われていなかった。
しかし20世紀になると本種は「辺境の作業犬」として注目され少数がショードッグとして輸出されて繁殖が行われ世界各地に広まってショードッグやペットとしても使われるようになった。
近年はショードッグとしてイタリアやロシアで人気があるがやはり飼育が難しいため爆発的な人気を得るまでには至っていないが熱心な愛好家がいる。
日本では数年に一度、国内登録が行われる珍しい犬種である(現在は毎年細々と登録されている)
2008年度の国内登録頭数順位は134位中129位であった。

## 特徴
マスティフタイプの犬種ではあるが原始的な姿をしている。
筋骨隆々の骨太な体つきで非常に力が強い。
コートはスムースコートとやや長めのショートコートの2タイプがあり、毛色は白、黒、茶などの他、ブリンドルや白地に斑がありブレーズが白いものが好まれる。
垂れ耳、垂れ尾であるが原産地では怪我防止の為に外耳はほぼ全て断耳、尾もかなり短く断尾する習慣がある。
体高60～78cm、体重40～79kg(最大130kg)の超大型犬で性格は攻撃的で防衛本能･独立心が強い為、一般家庭での飼育は非常に難しい。
また「並外れて不活発」と記述されている事もある。
しっかりした躾と訓練が欠かせずそれを怠れば事故も発生しかねないため注意が必要である。